# Mkula (Busega)
Mkula è una circoscrizione rurale (rural ward) della Tanzania situata nel distretto di Busega, regione del Simiyu. Conta una popolazione di 16 821 abitanti (censimento 2012).